# Hurvat Safir
Ḥurvat Ṣafir (en hébreu חורבת צפיר) est un petit fort romain dans le Néguev en Israël. Il se trouve au bord de l'ancienne route de Ma'aleh Aqrabbim, à un kilomètre et demi au sud de Meṣad Ṣafir. Il est situé en haut de la section la plus raide de la montée d'Aqrabbim, à 424 m d'altitude. Le site archéologique a été fouillé en 1982 sous la direction de l’archéologue israélien Rudolph Cohen pour le compte du Département des musées et des antiquités d'Israël. Le site consiste en un bâtiment carré de 9 × 9 m qui possédait à l'origine deux étages. Les tessons trouvés sur le site sont caractéristiques des IIIe / IVe siècle.